# كريستن إلستر
كريستن إلستر هو قانوني وسياسي نرويجي، ولد في 2 أبريل 1763 في درامن في النرويج، وتوفي في 11 مارس 1833 في Verdal Municipality ‏ في النرويج.

## مناصب
- انتخب County Governor of Nordland ‏ (1811 – 1815).
- انتخب County Governor of Nord-Trøndelag ‏ (1815 – 1833).
- انتخب نائب عضو برلمان النرويج  [لغات أخرى]‏ عن دائرة  خلال فترته النيابية ‏ (1827 – 1829).
- انتخب نائب عضو برلمان النرويج  [لغات أخرى]‏ عن دائرة  خلال فترته النيابية ‏ (1824 – 1826).
- انتخب نائب عضو برلمان النرويج  [لغات أخرى]‏ عن دائرة  خلال فترته النيابية ‏ (1821 – 1823).
- انتخب عضو برلمان النرويج  [لغات أخرى]‏ عن دائرة  خلال فترته النيابية ‏ (1815 – 1817).